# Loen (Noorwegen)
Loen is een dorp in Noorwegen, in de gemeente Stryn, regio Nordfjord, provincie Vestland. Het ligt aan het einde van het Nordfjord en bij het meer Lovatnet. Ten zuiden van het Lovatnet ligt de zijarm Kjenndalsbreen.
In Loen staan enkele van de oudste boerderijen van Noorwegen, Sæten (Setin), Tjugen (Tyfin) en Loen.
Een groot deel van de vallei van Loen werd verwoest door twee vloedgolven die werden veroorzaakt door een val van een rotsblok in het meer van Loen, Lovatnet, één op 15 januari 1905 en één op 13 september 1936. De golven verwoestten grote delen van de bebouwing van de dalen Nesdal en Bødal. Ook de vegetatie werd zwaar beschadigd en meegesleurd. Bij de rampen kwamen in totaal 135 mensen om, 61 in 1905 en 74 in 1936.
In 1950 is er nogmaals een rotslawine opgetreden, deze keer zonder slachtoffers.

## Foto's
| Lovatnet     | Lovatnet        |
| Kerk in Loen | Gezicht op Loen |